# Franciszek Groër

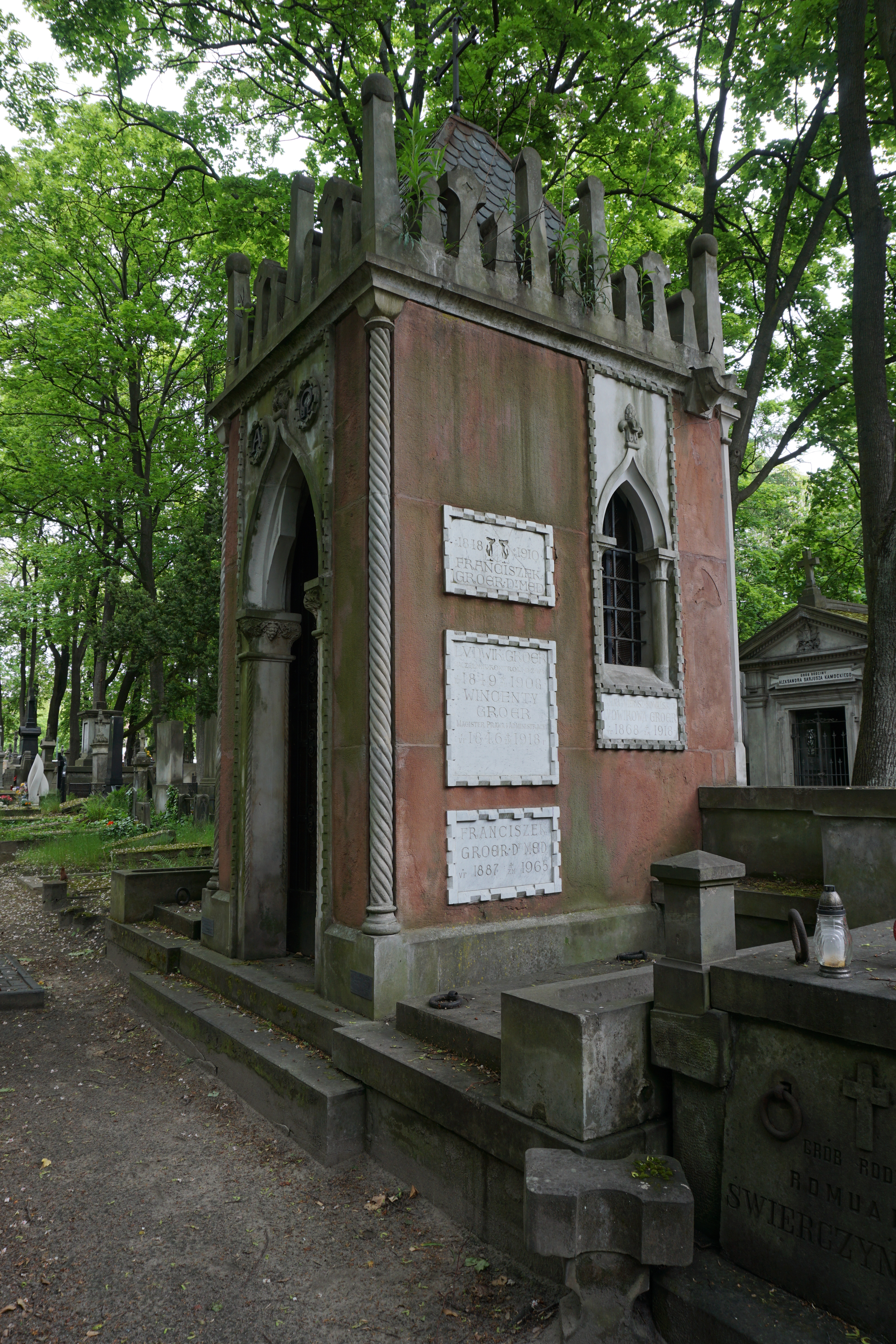
Grób Franciszka Groëra na cmentarzu Powązkowskim

Franciszek Józef Stefan Groër (ur. 19 kwietnia 1887 w Bielsku, zm. 16 lutego 1965 w Warszawie) – polski lekarz pediatra, profesor Uniwersytetu Jana Kazimierza we Lwowie, dyrektor Instytutu Matki i Dziecka w Warszawie.

## Życiorys
Urodził się w rodzinie Wincentego, adwokata, i Zofii Kurzejemskiej, aktorki, wnuk Franciszka Ksawerego. Uczęszczał do gimnazjów w Warszawie i Petersburgu. Po zdanym egzaminie dojrzałości, w 1905 podjął studia w Konserwatorium Muzycznym w Warszawie, których nie ukończył. W latach 1906–1911 studiował na Wydziale Medycznym Uniwersytetu we Wrocławiu, gdzie w 1912 obronił doktorat. W latach 1913–1914 był asystentem w Laboratorium Immunologicznym i Biochemicznym w Wiedniu, w latach 1914–1919 asystentem w Katedrze i Klinice Pediatrycznej Uniwersytetu Wiedeńskiego. W 1916 uzyskał habilitację. W latach 1919–1939 był profesorem (od 1923 – zwyczajnym) Uniwersytetu Jana Kazimierza we Lwowie i kierownikiem Kliniki Pediatrycznej Wydziału Lekarskiego UJK. Od 1924 był członkiem czynnym Towarzystwa Naukowego we Lwowie od 1931 – członkiem korespondentem, a od 1948 członkiem PAU, od 1933 członkiem korespondentem Towarzystwa Naukowego Warszawskiego, od 1938 Lwowskiego Towarzystwa Fotograficznego, od 1954 członkiem korespondentem PAN.
Był oprócz tego przewodniczącym Towarzystwa Przyjaciół Muzyki i Opery we Lwowie oraz dyrektorem administracyjnym Opery Lwowskiej (1931–1933), a także fotografikiem – od 1954 był członkiem rzeczywistym Związku Polskich Artystów Fotografików.
W czasie sowieckiej okupacji Lwowa (1939–1941) pozostał kierownikiem kliniki pediatrycznej. Funkcję tę pełnił także podczas niemieckiej okupacji Lwowa (1941–1944) i po ponownym zajęciu Lwowa przez ZSRR, w latach 1944–1946.
Po aresztowaniu kilkudziesięciu polskich profesorów uczelni wyższych Lwowa przez Niemców w nocy 3 lipca 1941 – został uwolniony jako jedyny z grupy profesorów zamordowanych tej nocy na Wzgórzach Wuleckich.
Po wysiedleniu ze Lwowa, w 1946 zamieszkał w Bytomiu, gdzie pracował jako kierownik Katedry i Kliniki Chorób Dziecięcych Akademii Lekarskiej, zaś w latach 1948–1951 był prorektorem tej uczelni (od 1950 – Akademia Medyczna w Zabrzu). Od 1951 był kierownikiem Oddziału Pediatrycznego Instytutu Gruźlicy w Otwocku, w latach 1951–1961 kierownikiem Oddziału Gruźlicy Instytutu Matki i Dziecka w Warszawie, dyrektorem tego instytutu, a także (od 1946) członkiem Nadzwyczajnej Komisji Badania Zbrodni Hitlerowskich.
W 1939 zainicjował pionierskie na skalę światową transfuzje krwi u noworodków ze skazą krwotoczną. W 1945 odkrył czynnik przeciwkrwotoczny występujący jako zanieczyszczenie witaminy K i działający leczniczo w małopłytkowości pierwotnej – określił go mianem czynnika AHF.
Od 1915 był żonaty z Angielką Cecylią Cumming.
Zmarł w Warszawie, pochowany na cmentarzu Powązkowskim (kwatera 16-2-25).

## Ordery i odznaczenia
- Krzyż Oficerski Orderu Odrodzenia Polski (13 lipca 1954)[6]
- Medal 10-lecia Polski Ludowej (14 stycznia 1955)[7]

## Nagrody
- Nagroda Państwowa III stopnia za badania nad gruźlicą wieku dziecięcego (1955)[8]

## Upamiętnienie
W Warszawie w dzielnicy Targówek (Osiedle Bródno) znajduje się ulica Franciszka Groëra. Nazwa nadana została uchwałą nr LXV/534/98 Rady Miasta Stołecznego Warszawy z dnia 2 marca 1998 roku.